# Abraxas argyphea
Abraxas argyphea är en fjärilsart som beskrevs av Edward Alfred Cockayne 1946. Abraxas argyphea ingår i släktet Abraxas och familjen mätare. Inga underarter finns listade i Catalogue of Life.